# Молох (бог)
Вижте пояснителната страница за други значения на Молох.
Моло́х (вокализирана версия на семитското מלך, м-л-к, семитски корен със значение „цар“), наричан още Молех, Молок, Молек, Мелех, Милком или Молком, е зъл западносемитски бог на слънцето и огъня, на който служели и принасяли в жертва деца амонците, а по-късно и други западносемитски народи. Жертвоприношенията се правели, за да се обнови силата на слънчевия огън, като за целта жертвите били хвърляни в силно нажежените ръце на статуята на бога. Понякога е асоцииран с финикийския бог Ваал.